# غارنت براون
غارنت براون (بالإنجليزية: Garnett Brown)‏ هو مؤلف موسيقى تصويرية أمريكي، ولد في 31 يناير 1936 في ممفيس في الولايات المتحدة.

## وصلات خارجية
- غارنت براون على موقع IMDb (الإنجليزية)
- غارنت براون على موقع ميوزك برينز (الإنجليزية)
- غارنت براون على موقع ديسكوغز (الإنجليزية)